# ウルツレーイ
ウルツレーイ（イタリア語: Urzulei）は、イタリア共和国サルデーニャ自治州ヌーオロ県にある、人口約1,200人の基礎自治体（コムーネ）。

## 地理

### 位置・広がり

#### 隣接コムーネ
隣接するコムーネは以下の通り。
- バウネーイ
- ドルガーリ
- オルゴーゾロ
- タラーナ
- トリエーイ